# Felicjan Drzewiecki
Felicjan Borsza Drzewiecki herbu Nałęcz – sędzia krzemieniecki w 1722 roku, stolnik chełmski w latach 1696-1720.
Był elektorem Augusta II Mocnego z ziemi chełmskiej w 1697 roku.